# Bros (chocoladereep)

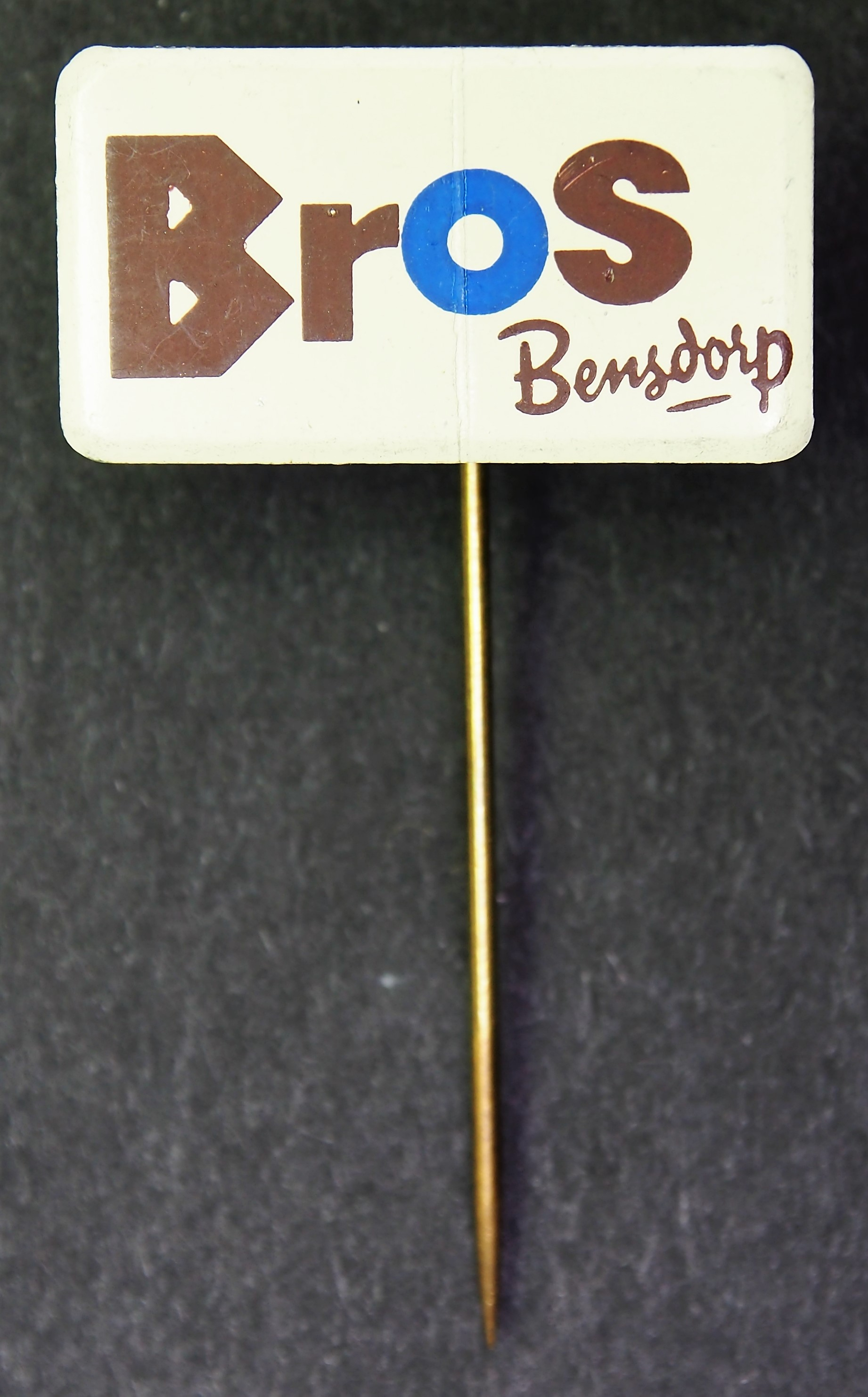
Bros reclamespeldje

Bros is een chocoladereep met luchtbellen. Bros werd tot 1985 gemaakt door Bensdorp in Bussum. Bensdorp werd overgenomen door Unilever, maar het merk Bros en de speciale productie-installatie werden verkocht aan het Britse Rowntree Mackintosh, dat in 1988 weer overgenomen werd door het Zwitserse Nestlé. Na de verkoop door Bensdorp werd de Bros-reep geproduceerd in een fabriek van Nestlé in Elst (Gelderland). 
In 1985 waren er nog drie varianten op de markt: wit, melk en puur. Na enige jaren besloot Nestlé te stoppen met de soorten wit en puur en was er alleen nog een Bros-reep van melkchocolade te koop. Sinds april 2010 is Bros ook weer in de pure variant verkrijgbaar. 
In mei 2007 werd de productie van de originele Nederlandse Bros-reep in Elst gestaakt en is de productie verplaatst naar Tsjechië. Daar wordt een andere productiemethode toegepast, dezelfde als wordt gebruikt voor Aerorepen. Ook de vorm en structuur veranderde hierbij. De bellen werden kleiner, de reep werd gladder en breekstrepen verdwenen. In 2011 introduceerde Nestlé een Bros chocoladetablet. Deze is minder luchtig. 

## Productie (oorspronkelijk)
Chocolade wordt in voorverwarmde Bros-vormen gespoten. De Bros-vormen mogen niet koud zijn, want dan zal de chocolade al stollen voordat de bellen erin zitten. De Bros-vormen worden samen met gekoelde platen in een ketel van een carrousel met stalen tanks geschoven, waar de lucht uit wordt gepompt. Door dit vacumeren ontstaat de gewenste bellenstructuur. Door het koelen blijft die structuur behouden.